# Victor Moldovan (actor)
Victor Moldovan (n. 11 iunie 1926, Zlatna, România – d. 8 mai 2007, București, România) a fost un actor de teatru și film și regizor român. A predat ca profesor la Institutul de Artă Teatrală și Cinematografică din București, printre studenții săi numărându-se Florina Cercel, Ovidiu Moldovan și Mariella Petrescu.

## Biografie

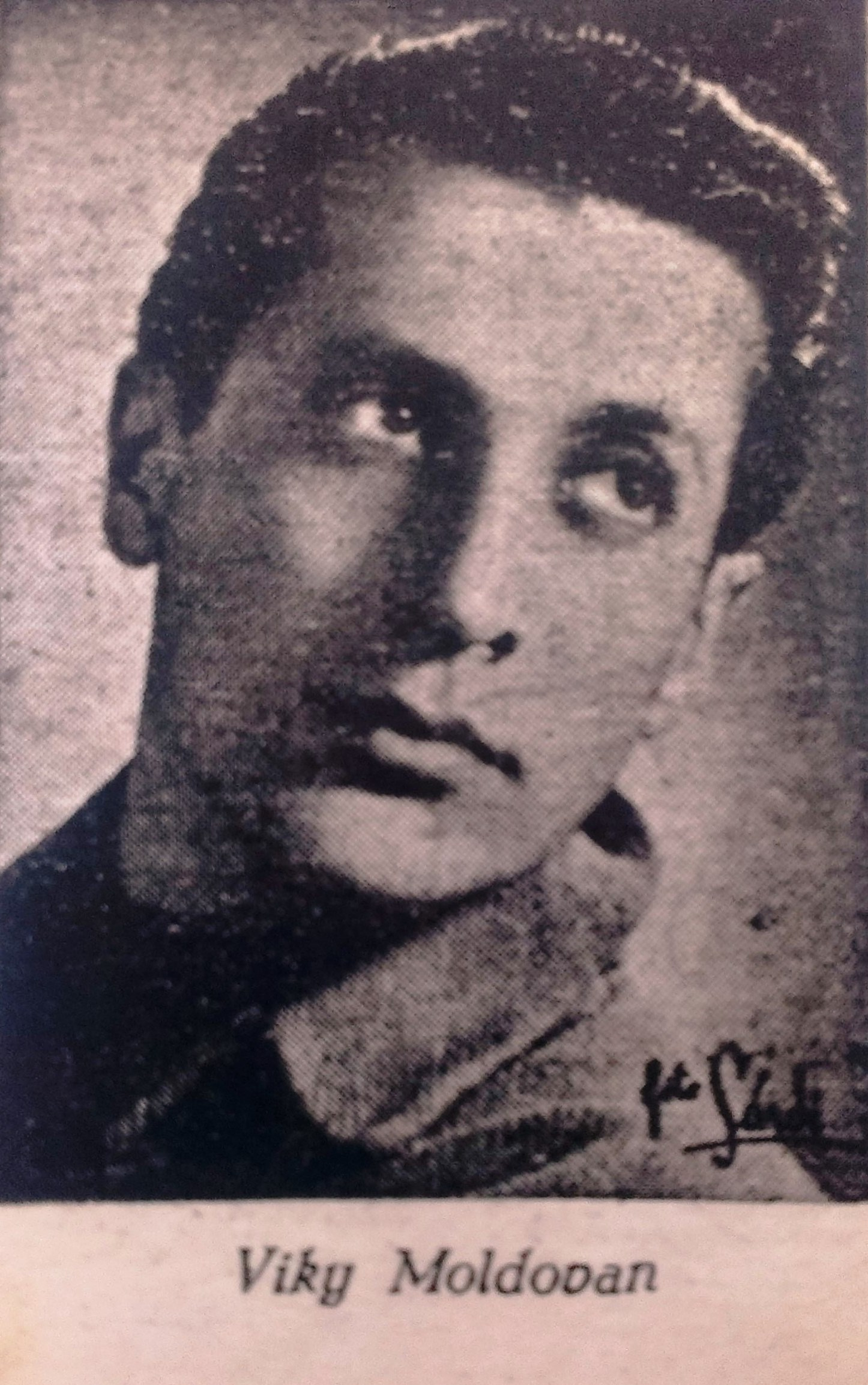
Victor Moldovan, student la Academia de Artă Dramatică din Cluj (1945-1948).

Victor Moldovan a absolvit Liceul de Băieți ”Regele Ferdinand” din Turda, promoția 1944-
1945. În perioada anilor 1945-1948 a urmat cursurile Academiei de Artă Dramatică din Cluj,

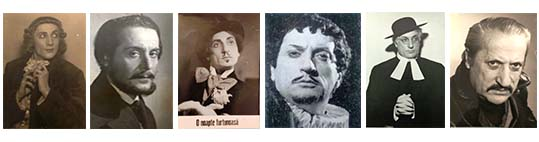
Roluri interpretate de Victor Moldovan pe scena Naționalului din București.

Prin concurs, a fost angajat ca actor la Teatrul Național din Cluj la data de 15 septembrie
1946. Pe 2 iunie 1947 a obținut Premiul de Creație pe Stagiune. A fost angajat la Naționalul
clujean timp de șase ani, din primul an de studiu până în anul 1952, când a fost transferat la
Teatrul Național ”I. L. Caragiale” din București, unde a activat până în anul 1990. În 1996 a
fost reangajat la Teatrul Național din București până în 2003. În cei 56 de ani de teatru a
interpretat 120 de roluri, din care 16 roluri în filme artistice. A fost conferențiar universitar
doctor la Institutul de Artă Teatrală și Cinematografică din București timp de 26 de ani.
Victor Moldovan a făcut turnee peste hotare cu colectivul Teatrului Național din București la
Paris, Belgrad, Budapesta, Viena, Bratislava, Praga, Moscova, Leningrad, Belgrad și Zagreb.
A primit în presa străină aprecieri elogioase pentru interpretarea rolurilor: Scapin – Vicleniile
lui Scapin; Curley – Oameni și șoareci; Charles – Coana Chirița, Alberth Bhon – Cei din
Dangaard; Spiridon Biserică – Mielul turbat. În 1963, actorul a participat cu spectacolele
Comedia dell’Arte și Nenorocirile lui Arlechino și celorlalți la Festivalul Internațional de
Teatru de la Erlenger (Republica Federală Germania), unde a obținut Premiul II. Materialele
apărute în presa vest-germană și română de atunci certificau spectacolul ca un frumos succes
al interpreților și al regizorului Victor Moldovan. Cele mai deosebite aprecieri Victor
Moldovan le-a primit în turneul din Franța din 1964, pentru rolul lui Scapin din Vicleniile lui
Scapin. Francezii i-au oferit la sfârșitul turneului un vas din porțelan cu chipul lui Scapin,
produs la Fabrica din Limoges de lângă Paris.
Actorul a debutat în calitate de asistent de regizor și regizor secund al regizorilor Sică
Alexandrescu, Alexandru Finți, Aurel Baranga, Radu Beligan, Ion Cojar, Horea Popescu și
Moni Ghelerter, contribuind substanțial la reușita spectacolelor.
Victor Moldovan era talentat la desen și pictură. Schițele de decor ale pieselor, precum cu
vestimentația actorilor erau realizate de Victor Moldovan.
În calitate de regizor, Victor Moldovan a regizat mai multe spectacole, printre care: Regina de
Navara, Heidelbergul de altădată, Dona Diana, Travesti, Bădăranii, Anul viitor la aceeași
oră, Vecina de alături.
La jumătatea anilor 1980 a coordonat activitatea teatrului de amatori ICTB din București, semnând regia unor spectacole care au primit distincții la nivel național, ca Furnici de Aldo Nicolaj sau O clipă de încredere de Dragomir Magdin.

## Filmografie
- Desfășurarea (1954) - Pascu
- Darclée (1960)
- Celebrul 702 (1962)
- Codin (1963)
- La patru pași de infinit (1964) - șoferul Toma
- Dincolo de barieră (1965)
- Aventurile lui Tom Sawyer (1968)
- Moartea lui Joe Indianul (1968)
- Agent dublu (film TV, 1972)
- Păcală (1974)
- Când trăiești mai adevărat (film TV, 1974)
- Hyperion (1975)
- Patima (1975) - maistrul Serendanu
- Eu, tu, și... Ovidiu (1978)
- Un saltimbanc la Polul Nord (1982)
- Fram (1983)
- Hanul dintre dealuri (1988)
- Chirița în Iași (1988)
- Păcatele Evei (2005) - Ilie Nicolau

## Premii și distincții
- A fost distins cu Medalia Meritul Cultural clasa I, Categoria D - „Arta Spectacolului” (7 februarie 2004), „în semn de apreciere a întregii activități și pentru dăruirea și talentul interpretativ pus în slujba artei scenice și a spectacolului”.[2]
- Premiului de Stat pentru realizarea rolului lui Ștefan din piesa Cetatea de foc, obținut la Teatrul Național din Cluj, 1952;
- Premiul II obținut la Festivalul Internațional de Teatru de la Erlenger (Republica Federală Germania), 1963;
- Premiul de Creație pe Stagiune, obținut la Teatrul Național din Cluj, 2 iunie 1947.

## Viața personală

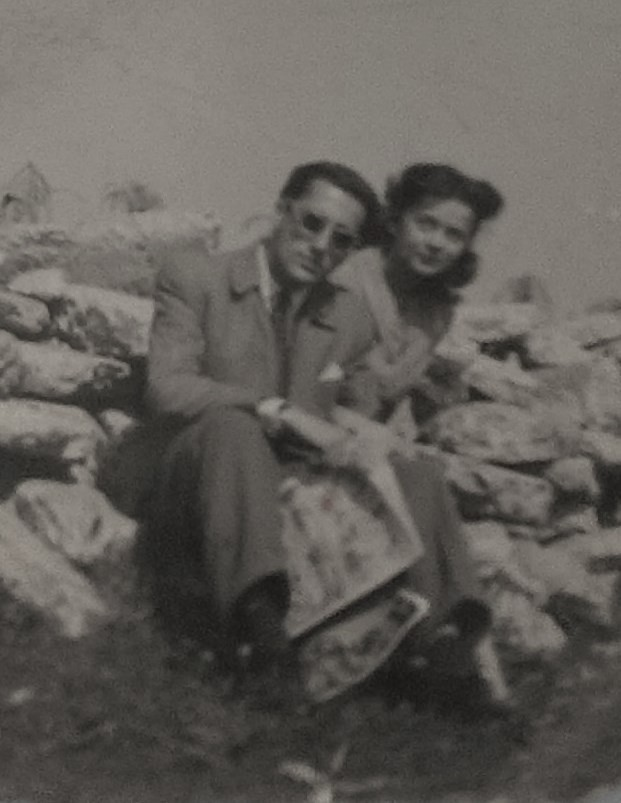
Angela Moldovan și Victor Moldovan (1952-1958).

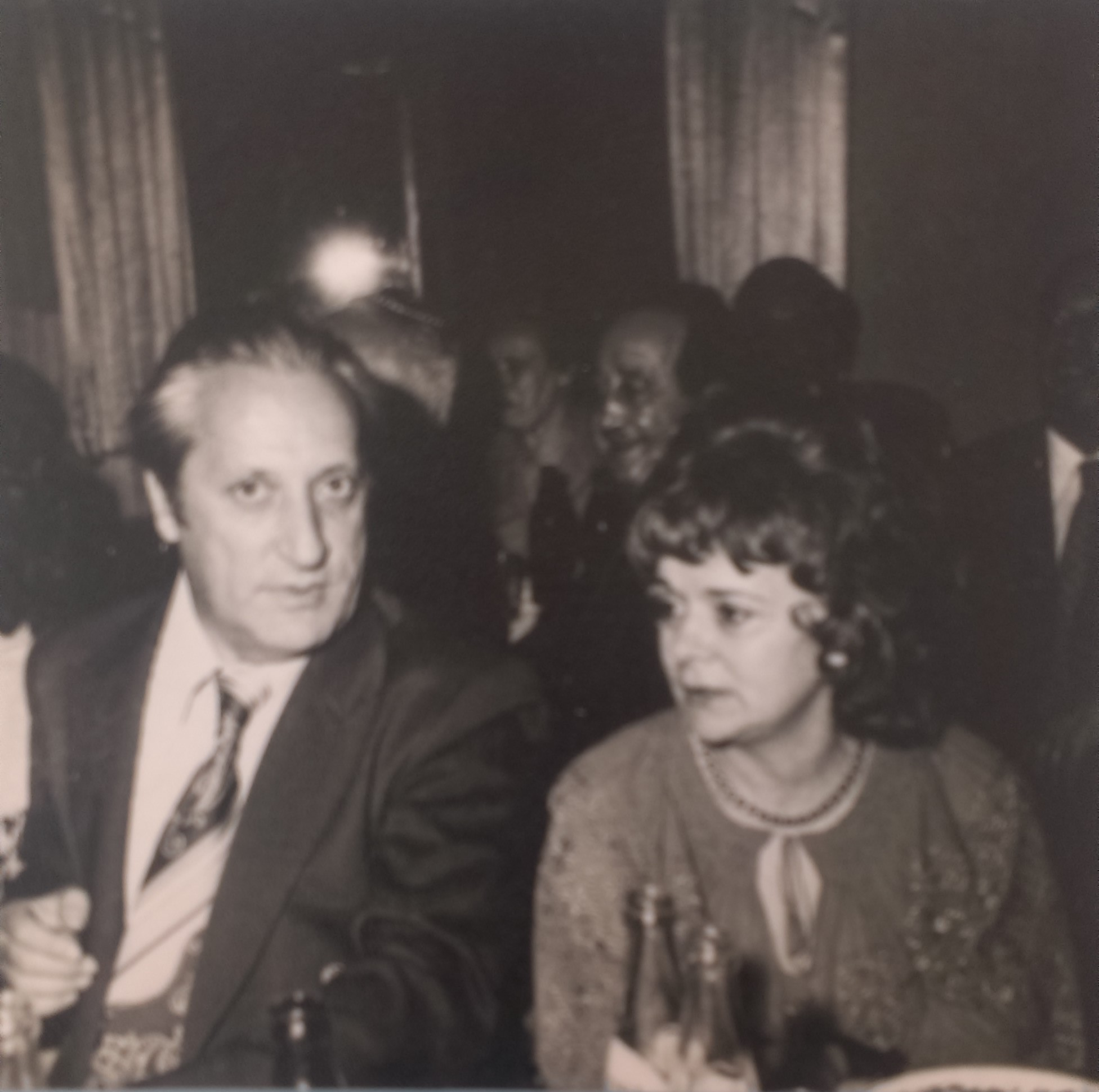
Soții Angela și Victor Moldovan, București, 1978.

Victor Moldovan și Angela Moldovan s-au cunoscut la Teatrul Național din Cluj, în timpul
unui spectacol – Paharul cu apă – în care ambii au fost protagoniști. S-au cunoscut în 1950 și
s-au căsătorit în 1952. La câteva luni după căsnicie, Victor Moldovan a fost transferat la
Teatrul Național din București, iar Angela Moldovan l-a urmat. Soții Moldovan au divorțat în anul 1958.
În 1974, Victor Moldovan și Angela Moldovan au reluat legătura, iar în anul 1978 s-au
recăsătorit. Au trăit împreună până la moartea lui Victor Moldovan, în 2007.